# Tetuán
Tetuán est l'un des vingt et un arrondissements de la ville de Madrid, en Espagne. D'une superficie de 537,31 hectares (5,3731 km2), il accueille 152 523 habitants.

## Géographie
L'arrondissement est divisé en six quartiers (barrios) :
- Bellas Vistas
- Cuatro Caminos
- Castillejos
- Almenara
- Valdeacederas
- Berruguete